# STS-4
La STS-4 è una missione spaziale del Programma Space Shuttle.
Fu il quarto volo dello Space Shuttle e fu l'ultimo dedicato allo sviluppo e al test di questa navetta.
Dopo aver completato tutti gli obiettivi durante i 7 giorni della missione, lo Shuttle fece ritorno sulla terra atterrando sulla pista 22 presso la base aerea di Edwards AFB il 4 luglio alle ore 9.10 locali. Fu il primo atterraggio avvenuto su una pista di asfalto. La missione fu giudicata un successo, a parte la mancata apertura dei paracadute dei solid rocket booster che ha causato la loro distruzione.

## Equipaggio
- T. Kenneth Mattingly, Jr (2) - Comandante
- Henry W. Hartsfield (1) - Pilota

Tra parentesi il numero di voli spaziali completati da ogni membro dell'equipaggio, inclusa questa missione.

## Parametri della missione
- Massa:
  - Navetta al lancio: 109.616 kg
  - Navetta al rientro: 94.774 kg
  - Carico utile: 11.109 kg
- Perigeo: 295 km
- Apogeo: 302 km
- Inclinazione orbitale: 28.5°
- Periodo: 1 ora, 30 minuti, 17 secondi